# Amathuxidia portheus
Amathuxidia portheus är en fjärilsart som beskrevs av Felder 1866. Amathuxidia portheus ingår i släktet Amathuxidia och familjen praktfjärilar. Inga underarter finns listade i Catalogue of Life.